# Chloroclystis phoenicophaes
Bosara phoenicophaes là một loài bướm đêm trong họ Geometridae.